# John Foxe
John Foxe (1516-8 de abril de 1587) es recordado por ser el autor del famoso Libro de los mártires, que es un compendio de los mártires cristianos a lo largo de la historia, con énfasis en el sufrimiento de los protestantes ingleses desde el siglo XIV hasta el reinado de María I de Inglaterra.
La popularidad del libro y su frecuente lectura por los puritanos ingleses ayudó a moldear la opinión popular sobre el catolicismo durante varios siglos.

## Educación
Foxe nació en Boston, Lincolnshire, Inglaterra en el seno una familia relativamente pudiente, y desde niño fue especialmente estudioso y devoto.
Alrededor de 1534, a los 16 años, John Foxe entró en el Colegio Brasenose de la Universidad de Oxford, donde fue alumno de John Harding o Hawarden. En 1535 Foxe fue admitido al Colegio Magdalena donde pudo mejorar su latín y colaborar como instructor menor. Progresó en la universidad como profesor a prueba en julio de 1538 y se convirtió en profesor en julio del año siguiente.
Foxe completó su licenciatura el 17 de julio de 1537, su grado de maestría en julio de 1543 y fue catedrático de lógica en 1539-40.
Una serie de cartas manuscritas de Foxe presuntamente escritas entre 1544-45 muestran a un hombre "de disposición amigable y simpatías cálidas, profundamente religioso, ardiente estudioso y con gran celo para hacer conocidos con los demás estudiosos". Cuando alcanzó los 25 años de edad, había leído los clásicos griegos y latinos, los  escritos escolásticos, la ley canónica y poseía cierto dominio del idioma hebreo.

## Renuncia a Oxford
Foxe dimitió de su universidad en 1545, al hacerse evangélico y por tanto aceptar las creencias condendas por la Iglesia de Inglaterra bajo Enrique VIII. Después de un año de cátedras públicas, Foxe fue forzado a tomar las santas órdenes para las festividades del arcángel San Miguel en 1545 por lo que quizás su oposición al celibato clerical haya sido la razón de su renuncia. También se dice que pudo haber sido expulsado como parte de una limpieza de miembros protestantes, aunque los registros del colegio muestran que renunció por voluntad propia y "ex honesta causa". El cambio temporal de opinión religiosa causó una ruptura de las relaciones con su padrastro y puso su vida en peligro, ya que Foxe presenció la quema de William Cowbridge en septiembre de 1538.
Después de abandonar lo que parecía una carrera académica prometedora, pasó por un período de grandes necesidades. Hugh Latimer invitó a Foxe para que viviera con él, pero él se colocó como tutor en el hogar de Thomas Lucy de Charlecote, cerca de Stratford-upon-Avon en donde contrajo nupcias con Agnes Randall el 3 de febrero de 1547. Es posible que debido a eso haya dejado su puesto como tutor.

## Vida en Londres bajo el reinado de Eduardo VI
La condición de Foxe mejoró tras la muerte de Enrique VIII en enero de 1547 y la posterior ascensión Eduardo VI que trajo la formación del Consejo Privado del Reino Unido dominado por protestantes a favor de la Reforma. A finales de 1547, Foxe se trasladó a Londres y completó tres traducciones de sermones protestantes publicados por Hugh Singleton. En este período, Foxe encontró apoyo de Mary Howard Fitzroy, la duquesa de Richmond, que lo empleó como profesor particular de los niños huérfanos de su hermano, Henry Howard, conde de Surrey, un Católico Romano que había sido ejecutado por traición en enero de 1547. Los niños eran Thomas, futuro cuarto duque de Norfolk y valioso amigo de Foxe; Jane, que llegaría a ser condesa de Westmorland y Henry, posteriormente conde de Northampton. Charles Howard, que comandaría la flota inglesa contra la Armada española y era primo del padre de los niños también fue educado por Foxe. Mientras Foxe permaneció en Inglaterra, vivió en Mountjoy House y en el castillo de Reigate, propiedades de la duquesa.
Foxe fue ordenado diácono por Nicholas Ridley el 24 de junio de 1550 y su círculo de amigos, asociados, y partidarios en este tiempo incluyó a John Hooper, William Turner, John Rogers, William Cecil, y John Bale quien se convirtió en un amigo cercano y "ciertamente motivó y posiblemente guio" a Foxe en su primer trabajo sobre la martirología.
Entre 1548 a 1551, Foxe escribió un tratado contra la pena de muerte por adulterio y otro en apoyo a la excomunión eclesiástica de aquellos quienes creía "guardaban una ambición velada bajo la cubierta del protestantismo". También intentó, aunque sin éxito, tratar de evitar dos ejecuciones en la hoguera por motivos religiosos durante el reinado de Eduardo VI.

## Exilio bajo María I
Con el ascenso de María I en julio de 1553, Foxe perdió la tutoría cuando el abuelo de los niños, Thomas Howard, III duque de Norfolk, fue liberado de prisión. Foxe se mantuvo cauteloso, pues sabía que había cometido un error al haber escrito libros protestantes mientras el clima político empeoraba, e incluso se sintió personalmente amenazado por el obispo Stephen Gardiner.
Escapando de oficiales enviados para su arresto, se fugó por mar junto a su esposa encinta desde Ipswich hasta Nieuwpoort. Viajó de ahí a Amberes, Róterdam, Fráncfort y Estrasburgo a donde arribó en julio de 1554. En Estrasburgo, Foxe publicó una historia en latín de las persecuciones cristianas, bosquejo que trajo de Inglaterra y que "se convirtió en el primer esbozo de sus Actos y Monumentos".
En el otoño de 1554 Foxe se mudó a Fráncfort donde sirvió como predicador para refugiados en la ciudad. Ahí fue arrastrado contra su voluntad a amargas disputas teológicas. Un lado apoyaba la liturgia basada en el Libro de Oración Común mientras que el otro promovía los modelos reformados promovidos por Calvino. El segundo grupo, liderado por John Knox, recibió el apoyo de Foxe, mientras que el primero fue liderado por Richard Cox. Después de un tiempo, Knox fue expulsado y en el otoño de 1555 Foxe y otros veinte partidarios abandonaron Fráncfort. Aunque Foxe apoyaba a Knox, expresó su disgusto por la "violencia de los lados en disputa".
Cuando se mudó a Basilea, Foxe trabajó con sus compañeros John Bale y Lawrence Humphrey, que  revisaron sus escritos y completó el drama religioso "Christus Triumphans" (1556) en verso latino. Sin embargo, a pesar de las aportaciones económicas ocasionales de los mercantes ingleses en el continente, parece ser que Foxe vivió de forma muy apretada y pobre.
Al recibir reportes de Inglaterra sobre la persecución religiosa que se llevaba a cabo, escribió un panfleto urgiendo a la nobleza inglesa hacer uso de su influencia con la reina para detenerla. Foxe temía que la petición fuera inútil, temor que se confirmó. Cuando su amigo Knox atacó a María Estuardo en su ahora famoso The First Blast of the Trumpet Against the Monstrous Regiment of Women, Foxe criticó la "ruda vehemencia" de Knox aunque ello no causó problemas en su amistad.

## Regreso a Inglaterra
Al morir María I en 1559, Foxe no tenía prisa por regresar a casa y esperó para ver si el cambio sería permanente. Adicionalmente, se encontraba en una condición de pobreza tal que le era incapaz de viajar con toda su familia hasta que le fuera enviado dinero. De regreso, vivió diez años en Aldgate, Londres, en casa de su antiguo pupilo Thomas, ahora duque de Norfolk.  Foxe rápidamente se asociación con John Day, el impresor de obras religiosas controversiales, al tiempo que trabajó en una nueva martirología que eventualmente se convertiría en el Libro de los mártires.
Foxe fue  ordenado sacerdote por su amigo Edmund Grindal, ahora obispo de Londres, pero al ser puritano, y al igual que muchos exiliados, tenía escrúpulos sobre la vestimenta clerical impuesta por la reina en 1559. Muchos de sus amigos eventualmente se adaptaron, pero Foxe era de mente más persistente y mantuvo su oposición.

## Hechos y monumentosoEl libro de los mártiresde Foxe

### Primera edición
La primera edición inglesa de los Hechos y monumentos o El libro de los mártires fue un trabajo histórico sin precedente en inglés. Tratado de 1800 páginas, su título completo es Actes and Monuments of these latter and perilous dayes, touching matters of the Church, wherein are comprehended and described the great persecution and horrible troubles that have bene wrought and practised by the Romishe Prelates, speciallye in this Realme of England and Scotlande, from the yeare of our Lorde a thousande, unto the time nowe present. Gathered and collected according to the true copies and wrytinges certificatorie as wel of the parties themselves that suffered, as also out of the Bishop's Registers, which were the doers thereof, by John Foxe. Imprinted at London by John Day, dwellyng over Aldergate. Cum priulegio Regie Maiestatis. Era y sigue siendo conocido comúnmente como el Libro de los mártires de Foxe.
Varios errores gruesos que habían aparecido en la versión latina, y habían estado desde siempre, fueron corregidos en esta edición. Su renombre era inmenso. La persecución de Marian todavía estaba fresca en las mentes de los hombres, y la narrativa gráfica intensificaba en sus lectores numerosos el odio feroz de España y de la inquisición, que era una de las pasiones principales del reinado.

### Segunda edición
La segunda edición  del Libro de los mártires recibió una fuerte oposición por parte de los escritores católicos Thomas Harding y Thomas Stapleton, y de muchos en general.
Foxe basó sus relatos de los mártires en parte en documentos e informes auténticos de los ensayos, y en declaraciones recibió directo de los amigos de las víctimas, pero él trabajó bajo presión de horario que publicaban y no trabajaba bajo nociones modernas de la neutralidad o de la objetividad como ideales en historiografía, que son problemáticos en la su propia derecha. La madera del à de Anthony dice que Foxe “creyó y divulgó todo que le fue dicho, y hay cada razón de suponer que lo engañaron adrede, y engañado continuamente por los que querían desacreditarlo en sus trabajos,” solamente él admite que el libro es un monumento de su industria, de su investigación laboriosa y de su piedad sincera. Muchos errores se cometieron debido al descuido, a los apremios del tiempo.
Debe, sin embargo, ser recordado que Foxe abogó  en favor del antibaptismo holandés.
Terminar el texto del libro: Wikisource: Libro de Foxe de Martyrs

## Vida bajo el reinado deIsabel I
El 22 de mayo de 1563, poco después de que la primera edición de Actas y Monumentos fue publicado, Foxe fue designado presbítero de Shipton en la catedral de Salisbury, en reconocimiento de sus logros. Foxe nunca visitó la catedral y no realizó ningún deber asociado a la posición excepto designar un vicario.
Antes de 1565 Foxe se vio envuelto contra su voluntad en la querella de las vestiduras conducida en aquel momento por su asociado Crowley. El nombre de Foxe estaba en una lista de “predicadores santos que han abandonado completamente el Anticristo y todos sus trapos de Romanos” (es decir, los Puritanos tempranos) entregada a Lord Robert Dudley entre 1561 y 1564 (universidad de Magdalene, Cambridge, biblioteca de Pepys, “papeles del estado”, 2.701). Él era uno de los veinte clérigos que solicitaron el 20 de marzo de 1565 para que les autorizaran a no usar vestiduras, pero a diferencia de otros, Foxe no tenía nada que perder cuando el arzobispo Parker hizo cumplir su voluntad. Cuando Crowley perdió su posición en el St Giles-sin-Cripplegate, Foxe le dio su apoyo.
En algún momento antes de 1569, Foxe abandonó la casa de Norfolk y se estableció en una residencia propia en Grub Street. Esta mudanza tuvo probablemente que ver con sus preocupaciones por las acciones de Norfolk que condujeron a su encarcelamiento en la Torre el 8 de octubre de 1569 y su posterior condena a muerte, en 1572 tras la Conspiración de Ridolfi. Foxe y Alexander Nowell asistieron a Norfolk hasta su ejecución, que tuvo lugar el 2 de junio de 1572.
En 1577, Foxe predicó ante la Cruz de Pablo en Viernes Santo que desembocó en una denuncia presentada por el embajador francés ante la reina Isabel basándose en que Foxe había defendido el derecho de los hugonotes franceses a tomar las armas contra su rey. Foxe replicó diciendo que únicamente si el rey de Francia no permitía a ningún poder extranjero (refiriéndose al Papa) gobernar sobre él, los Protestantes franceses inmediatamente depondrían las armas.
Foxe era uno de los estudiantes más tempranos del idioma anglosajón, y en 1571 publicó una edición de los Evangelios en Anglosajón bajo patrocinio del arzobispo Parker.
Foxe murió el 8 de abril de 1587 y fue enterrado en St. Giles, Cripplegate.

## Otras publicaciones y papeles
Una lista de sus  sermones latinos es dada por Wood, y otros, algunos de los cuales nunca fueron impresos, aparecen en Catalogus de la bala de Juan. Cuatro ediciones del Actes y los monumentos aparecieron en el curso de la vida de Foxe. La octava edición (1641) contiene una memoria de Foxe que pretende estar escrita por su hijo Samuel. El manuscrito  está en el museo británico (manuscrito 388 de Lansdowne).
La profesión de escritor de Samuel Foxe es disputada. S.R. Maitland se opone a esa cuestión con muchas pruebas.
La edición moderna más conocida del Martyrology es  la de 1837-1841, con una biografía introductoria de Canon George Townsend. Las inexactitudes numerosas de esta biografía y los errores frecuentes de la narrativa de Foxe fueron expuestos por S.R. Maitland en una serie de notas sobre las contribuciones de George Townsend, a la nueva edición del Martyrology del zorro. (Véase la controversia de Maitland.) la crítica prodigó en la edición de Cattley y de Townsend conducida a un nuevo (1846-1849) bajo misma dirección editorial. Un nuevo texto preparado por el inversor de corriente Josiah Pratt fue publicado (1870) en la “serie de la reforma” de los historiadores de la iglesia de Inglaterra, con una versión revisada de la vida y de los apéndices de Townsend que daban las copias de documentos originales. Una edición más última fue producida por W. Grinton Berry (1907), pero ningunos de éstos satisfacen necesidades y los requisitos de estudiante contemporáneos para las ediciones críticas. Así recientemente, (1990-)  se renovó el interés en Foxe mientras que una figura seminal en estudios modernos tempranos creó una demanda para una nueva edición crítica del Actes y de los monumentos que no se basa solamente en una de las ediciones. A tal efecto, el libro del Foxe de la edición de Variorum de los Martyrs fue concebido y es parcialmente completo.
Esta edición de la que se hablaba recientemente ha sido impresa en 2008.
Los papeles de Foxe se preservan en las colecciones de Harleian y de Lansdowne en el museo británico. Los extractos de éstos fueron corregidos por J.G. Nichols para la sociedad de Camden (1859). Véase también los inviernos del W., notas biográficas sobre Juan Foxe (1876); James Gairdner, historia de la iglesia inglesa en el decimosexto siglo.